# Cathédrale Saint-Jean-le-Théologien d'Oban
Cette  cathédrale n’est pas la seule cathédrale Saint-Jean-le-Théologien.
La cathédrale Saint-Jean-le-Théologien est une cathédrale de l'Église épiscopalienne écossaise située dans la ville d'Oban en Écosse, au Royaume-Uni.
Elle est l'une des deux cathédrales du diocèse d'Argyll et des Îles, avec la cathédrale des Îles de Millport.

## Source
- (en) Cet article est partiellement ou en totalité issu de l’article de Wikipédia en anglais intitulé « St John's Cathedral (Oban) » (voir la liste des auteurs).